# Tonkabønne
Tonkabønne (Dipteryx odorata) er et træ i ærteblomstfamilien som stammer fra tropisk Amerika. Træet kaldes også cumaru. Træets frø, tonkabønner, som indeholder fra 1 til 3 % af det aromatiske stof kumarin, bruges som krydderi i madrettter. Bønnerne er også blevet brugt til give smage til tobaksprodukter og snus. Træets ved bruges som konstruktionstræ og til gulve med videre.